# Olimpio Bizzi
Olimpio Bizzi (Livorno, 1 de agosto de 1916 - Abetone, 3 de agosto de 1976) foi um ciclista italiano.

## Biografia
Profissional de 1935 a 1952, Olimpio Bizzi venceu treze etapas do Giro d'Italia e foi Campeão de Itália em estrada em 1938.

## Palmarés
| - 1936 - 1 etapa do Giro d'Italia - 3.º no Campeonato italiano de fundo em estrada - 1937 - 2 etapas do Giro d'Italia - Tre Valli Varesine - Giro de Toscana - 3.º no Campeonato italiano de fundo em estrada - 1938 - Campeão de Itália em estrada - 2 etapas do Giro d'Italia - 1939 - Campeão de Itália de perseguição - Tre Valli Varesine - 2 etapas do Giro d'Italia - 1940 - 4 etapas do Giro d'Italia | - 1941 - Giro di Campania - Gorizia - Ljubjana - Trieste - Gorizia - 1943 - Giro de Toscana - Milão-Mantua - 1946 - 1 etapa do Giro d'Italia - 1949 - 1 etapa no Tour dos Três Mares - 2 etapas do Tour de Sicília - 1950 - Volta a Marrocos, mais 3 etapas - 1 etapa do Giro d'Italia - 1951 - 2 etapas da Volta a Marrocos |